# Pāvels Seļivanovs
Pāvels Seļivanovs   (Riga, 23 de juliol de 1952) és un jugador de voleibol letó, ja retirat, que va competir sota bandera de la Unió Soviètica durant les dècades de 1970 i 1980.
El 1976 va prendre part en els Jocs Olímpics d'Estiu de Mont-real, on guanyà la medalla de plata en la competició de voleibol. Quatre anys més tard, als Jocs de Moscou, guanyà la medalla d'or en la mateixa competició.
En el seu palmarès també hi destaquen dues medalles d'or (1978 i 1982) i una de plata (1986) al Campionat del Món de voleibol; dues medalles d'or a la Copa del Món de voleibol, el 1977 i 1981; i quatre medalles d'or al Campionat d'Europa de voleibol, el 1975, 1977, 1979 i 1983.
A nivell de clubs jugà al Elektrotechnika Riga (1970-1987), amb qui guanyà la lliga soviètica de 1984 i tres Recopes d'Europa (1974, 1975 i 1977). Una vegada retirat exercí d'entrenador de voleibol a Bèlgica.
Entre el 2001 i el 2005 fou regidor de l'Ajuntament de Riga.